# La dialéctica del sexo
La dialéctica del sexo: en defensa de la revolución feminista (en inglés: The Dialectic of Sex: The Case for Feminist Revolution) es un libro publicado en octubre de 1970 por la escritora y activista feminista radical estadounidense Shulamith Firestone. Escrito en el curso de tan solo unos meses cuando Firestone tenía 25 años, ha sido descrito como un clásico del pensamiento feminista.
Firestone sostiene que el «sistema de clases sexuales» es anterior y más profundo que cualquier otra forma de opresión, y que la erradicación del sexismo requerirá un reordenamiento radical de la sociedad: «Las pioneras están intentando evitar la masacre y, avanzando a tientas, empiezan a encontrarse unas a otras. [...] Es una labor penosa. Poco importan los niveles de conciencia que se dejen atrás, el problema queda siempre a mayor profundidad. Está en todas partes. [...] Las militantes feministas se ven en la necesidad de poner en tela de juicio no solo la totalidad de la cultura occidental, sino la organización misma de la cultura y, más allá, la de la propia naturaleza».
«El objetivo final de la revolución feminista», escribe, «no debe limitarse a la eliminación de los privilegios masculinos; sino que debe alcanzar a la distinción misma de sexo».

## Contenido
Las teorías de Firestone han sido descritas por la profesora de filosofía Mary Anne Warren de la siguiente manera: Firestone sostiene que la dicotomía sexual biológica, en particular la división biológica del trabajo en la reproducción, es la causa fundamental de la dominación masculina, la explotación de una «clase económica» (como Firestone se refiere a la clase social) por otra, el racismo, el imperialismo y la irresponsabilidad ecológica. La desigualdad sexual es «una opresión que se remonta más allá de todo testimonio escrito hasta penetrar en los mismos umbrales del reino animal»; en este sentido, ha sido universal e inevitable, pero ahora existen las precondiciones culturales y tecnológicas que hacen posible y tal vez necesaria su eliminación para la supervivencia humana.
Firestone describe su enfoque como un materialismo dialéctico más radical que aquel de Karl Marx y Friedrich Engels. Ella cree que, en su preocupación por los procesos económicos, Marx y Engels no lograron percibir «el sustrato sexual de la dialéctica histórica». A diferencia de Engels, Firestone sostiene que la dominación masculina tiene una base biológica y, como tal, existió mucho antes de la institución de la propiedad privada y la familia patriarcal monógama producida por esta. La dominación masculina es el resultado de lo que ella denomina «familia biológica» y de la inevitable dependencia de las mujeres y los niños con respecto a los hombres en el seno de la familia para su protección, si no para su subsistencia. Firestone afirma que no hubo matriarcados antiguos (sociedades gobernadas por mujeres), y que el estatus aparentemente superior de las mujeres en las culturas matrilineales se debe solo a la relativa debilidad de los hombres. Cualquiera que sea el sistema de linaje, la vulnerabilidad de las mujeres durante el embarazo y el largo período de la infancia humana requieren el papel protector y, por tanto, dominante del hombre.
Esta dependencia de la mujer y el infante con respecto al varón provoca «distorsiones psicosexuales en la personalidad humana», distorsiones que fueron descritas por Sigmund Freud. Firestone describe al freudismo como un «feminismo descarriado», ya que considera que la única diferencia real entre el análisis de Freud y el de las feministas radicales es que Freud y sus seguidores conciben el contexto social en el que se desarrolla la represión sexual como inmutable. Para Firestone, Freud demostró que la fuente de la represión y de las distinciones de clase sexual es la relación de poder inherentemente desigual en la familia biológica: las mujeres y los niños son oprimidos del mismo modo por el padre más poderoso. El niño varón se identifica primero con la madre, cuya opresión comparte, pero pronto cambia su identificación al padre, cuyo poder teme pero que algún día heredará. En el proceso accede al tabú del incesto y a la estricta separación de sexualidad y emoción que esto requiere y que constituye el fundamento psicológico de la opresión política e ideológica. Si bien la niña también envidia el poder del padre, aprende que no puede heredarlo y solo puede compartirlo indirectamente, ganándose el favor del varón dominante.
No solo las mujeres y los niños están inevitablemente oprimidos en la familia biológica, sino que están doblemente oprimidos por la forma particular que prevalece en las naciones industrializadas: la familia nuclear patriarcal, que aísla a cada pareja y a su descendencia. La escolarización obligatoria y la mitología romántica de la infancia son dispositivos que sirven para prolongar el aislamiento de los niños y su dependencia económica. La revolución socialista-feminista liberará tanto a mujeres como a niños, dejándolos con total independencia económica y libertad sexual, e integrándolos plenamente en el mundo en general. El fin del sistema de clases sexuales debe significar el fin de la familia biológica, es decir, el fin del papel reproductivo biológico de la mujer a través de medios artificiales de gestación. El amor entre los sexos permanecerá, porque se vuelve opresivo solo cuando se une a la función reproductora. La familia biológica convierte el amor sexual en una herramienta de opresión. Dentro de ella, las mujeres dan su amor a los hombres, inspirando así a estos últimos a una mayor creatividad cultural y proporcionando a las primeras una identidad emocional del tipo que se les niega en el mundo en general. Sin embargo, los hombres, como consecuencia del complejo de Edipo y del tabú del incesto, son incapaces de amar: deben degradar a las mujeres con las que hacen el amor para distinguirlas de la madre, primer objeto de amor prohibido. No pueden respetar y sentirse atraídos sexualmente por las mujeres al mismo tiempo.
Por eso la «revolución sexual» no ha significado la liberación de las mujeres, que todavía están atadas por el doble rasero y la necesidad de combinar amor y sexualidad. Al eliminar la familia biológica y el tabú del incesto, la revolución feminista ampliará la oportunidad de un amor heterosexual real, además de legitimar cualquier otro tipo de relación sexual voluntaria. Firestone duda en hacer predicciones exactas sobre cómo se criarán los niños una vez que ya no nazcan de mujeres en la familia biológica, pero sugiere que habrá una variedad de unidades sociales de crianza de los hijos, incluidas las parejas que «viven juntas» y los hogares de personas no relacionadas, hasta una docena más o menos, que se contratan para permanecer juntos el tiempo suficiente para proporcionar un hogar a sus hijos hasta que los últimos están listos para ingresar al mundo, lo que harán a una edad mucho más temprana de lo que ahora se considera posible.
La revolución feminista presupone el socialismo, pero va más allá. Las sociedades socialistas existentes han tratado de ampliar los roles de las mujeres sin alterarlos fundamentalmente, para integrar a las mujeres en un mundo masculino, en lugar de eliminar la clase sexual por completo. La revolución feminista acabará con la escisión entre la «modalidad estética» (femenino, intuitivo y artístico) y la «modalidad tecnológica» (masculino, empírico y orientado al control de la naturaleza a través de la comprensión de sus leyes mecánicas). El fin de la represión sexual liberará al Eros para difundirse y humanizar toda la cultura. Eventualmente conducirá no solo al fin del trabajo alienado, sino también al trabajo como tal, entendido como una actividad que no se realiza por sí misma. La tecnología eliminará las tareas domésticas y otras tareas penosas, dejando a todos libres para hacer un trabajo que es intrínsecamente gratificante.

## Recepción
La dialéctica del sexo es un clásico feminista. Mary Anne Warren lo describió en 1980 como «la presentación más clara y audaz hasta ahora de la posición feminista radical». En 1998, Arthur Marwick lo clasificó como uno de los dos textos clave del feminismo radical junto con Política sexual (1970) de Kate Millett. En The Cambridge Companion to Marx (1991), Jeff Hearn describió el enfoque de Firestone como teniendo un significado duradero en la reactivación del interés por la sexualidad y la reproducción como base del patriarcado.
La periodista estadounidense Susan Faludi escribió en 2013 que, aunque criticada por su radicalismo, los principios básicos de La dialéctica del sexo han tenido un significado duradero. Firestone imaginó la reproducción fuera del útero y los niños criados por colectivos y otorgados el derecho a salir de situaciones abusivas. «Como era de esperar», escribió Faludi, «la propuesta provocó más indignación que ideas frescas, aunque muchas de las ideas de Firestone —los derechos de los niños, el fin del trabajo "masculino" y el matrimonio tradicional, y las relaciones sociales alteradas por una revolución informática "cibernética"— han demostrado ser proféticas».
Juliet Mitchell argumentó que Firestone malinterpretó a Freud y no comprendió las implicaciones de la teoría psicoanalítica para el feminismo. Mitchell señaló que mientras Firestone, como Simone de Beauvoir, atribuye el término «complejo de Electra» a Freud, en realidad este fue acuñado por Carl Jung. Mitchell sugirió que para Firestone el único tipo de realidad es la actualidad social (la experiencia genérica o la experiencia accidental del individuo) y que, en este sentido, el trabajo de Firestone se parece mucho al de Wilhelm Reich. En opinión de Mitchell, la interpretación que Firestone hace de Freud reduce sus constructos psicológicos a las realidades sociales de las que fueron reducidos, equiparando así el complejo de Edipo con la familia nuclear. Firestone interpretó así las «metáforas» freudianas como el complejo de Edipo en términos de relaciones de poder dentro de la familia, un enfoque que Mitchell consideró erróneo.
En su introducción a la edición de 1998, Rosalind Delmar argumentó que la «contra-explicación [de Firestone] de los problemas observados por Freud se basa demasiado en el recurso a las racionalizaciones» y descuida el mundo interior de la fantasía. En opinión de Delmar, el resultado de la discusión de Firestone sobre Freud es que «Freud no es tanto refutado o rescatado de sus errores como ignorado». Mary O'Brien, en The Politics of Reproduction (1981), criticó el trabajo de Firestone por su reduccionismo, el biologismo, la inexactitud histórica y la crudeza general.
En The Evolution of Human Sexuality (1979), el antropólogo Donald Symons atribuyó a Firestone la opinión de que, aunque los sexos son idénticos al nacer, los hombres están paralizados emocionalmente por experiencias tempranas de las que las mujeres escapan, y que los hombres, a diferencia de las mujeres, son, por lo tanto, incapaces de amar. Symons contrastó los puntos de vista de Firestone con su propio punto de vista de que «la selección ha producido marcadas diferencias sexuales en la sexualidad» y que ninguno de los dos sexos es una versión defectuosa del otro.
En una entrevista con Anne-Marie Cusac en The Progressive, la activista por los derechos de los homosexuales, Urvashi Vaid, identificó La dialéctica del sexo como una influencia en su obra Virtual Equality (1995).
Según Firestone, Valerie Solanas, autora del Manifiesto SCUM, le dijo que no le gustó La dialéctica del sexo.